# Erigone dechenii
Erigone dechenii Bertkau, 1878 è un ragno appartenente alla famiglia Linyphiidae vivente in Germania nel Neogene.

## Distribuzione
La specie è stata rinvenuta in Germania, precisamente a Rott nella Renania-Palatinato.

## Tassonomia
L'olotipo e unico resto fossile conosciuto, al 2014, di questa specie è stato rinvenuto nel 1878 in un grande pezzo di lignite lacustre risalente al Neogene.